# Route 45 (Alberta)
La Route 45 est une route ouest / est du centre de l'Alberta reliant la route 15 au nord-est d'Edmonton à la frontière de la Saskatchewan. Elle est, de façon générale, parallèle à la route 16 (Route Yellowhead),.

## Intersections majeures
| Municipalité rurale / spécialisée             | Ville                    | km                                      | Destinations                                         | Notes                                     |
| --------------------------------------------- | ------------------------ | --------------------------------------- | ---------------------------------------------------- | ----------------------------------------- |
| Comté de Lamont                               |                          | 0,00                                    | AB-15 – Lamont, Mundare, Fort Saskatchewan, Edmonton |                                           |
| Comté de Lamont                               | 16,00                    | AB-38 ouest – Redwater                  | Terminus est de l'AB-38                              |                                           |
| Comté de Lamont                               | 22,50                    | AB-831 – Waskatenau, Boyle, Lamont      |                                                      |                                           |
| Comté de Lamont                               | 43,70                    | AB-885 nord – Wostok, Smoky Lake        | Terminus ouest du multiplex avec l'AB-855            |                                           |
| Comté de Lamont                               | Andrew                   | 51,80                                   | AB-855 sud – Mundare                                 | Terminus est du multiplex avec l'AB-855   |
| Comté de Lamont                               |                          | 56,50                                   | AB-645 est                                           | Terminus ouest de l'AB-645                |
| Comté de Two Hills No 21                      | Willingdon               | 66,80                                   | AB-857 nord – Bellis                                 | Terminus ouest du multiplex avec l'AB-857 |
| Comté de Two Hills No 21                      |                          | 73,10                                   | AB-857 sud – Vegreville                              | Terminus est du multiplex avec l'AB-857   |
| Comté de Two Hills No 21                      | 77,00                    | AB-29 ouest – Lamont, Fort Saskatchewan | Terminus ouest du multiplex avec l'AB-29             |                                           |
| Comté de Two Hills No 21                      | 86,90                    | AB-29 est vers AB-860 nord – Saint-Paul | Terminus est du multiplex avec l'AB-29               |                                           |
| Comté de Two Hills No 21                      | Two Hills                | 97,60                                   | AB-36 sud (51 Street) – Viking                       | Terminus ouest du multiplex avec l'AB-36  |
| Comté de Two Hills No 21                      |                          | 101,50                                  | AB-36 nord (64 Street) – Saint-Paul, Lac La Biche    | Terminus est du multiplex avec l'AB-36    |
| Comté de Two Hills No 21                      | Morecambe                | 118,00                                  | AB-870 sud – Innisfree                               | Terminus nord de l'AB-870                 |
| Comté de Two Hills No 21                      | Myrnam                   | 133,40                                  | AB-881 (50 Street) – Mannville, Saint-Paul           |                                           |
| Comté de Two Hills No 21                      |                          | 158,00                                  | AB-41 nord – Elk Point, Saint-Paul, Bonnyville       | Terminus ouest du multiplex avec l'AB-41  |
| Comté de Two Hills No 21                      | 164,50                   | AB-41 sud – Vermilion                   | Terminus est du multiplex avec l'AB-41               |                                           |
| Comté de Vermilion River                      |                          | 185,70                                  | AB-893 sud – Islay                                   | Terminus ouest du multiplex avec l'AB-893 |
| Comté de Vermilion River                      | Dewberry                 | 187,30                                  | AB-893 nord – Heinsburg                              | Terminus est du multiplex avec l'AB-893   |
| Comté de Vermilion River                      |                          | 200,90                                  | AB-897 nord – Frog Lake, Cold Lake                   | Terminus ouest du multiplex avec l'AB-897 |
| Comté de Vermilion River                      | Marwayne                 | 208,30                                  | AB-897 sud – Kitscoty                                | Terminus est du multiplex avec l'AB-897   |
| Comté de Vermilion River                      |                          | 230,00                                  | AB-17 / SK-17 – Onion Lake, Lloydminster             | Continue en Saskatchewan                  |
| Comté de Vermilion River                      | SK-3 est – Prince Albert | 230,00                                  |                                                      | Continue en Saskatchewan                  |
| - Terminus de multiplex - Transition de route |                          |                                         |                                                      |                                           |